# Val di Fiemme

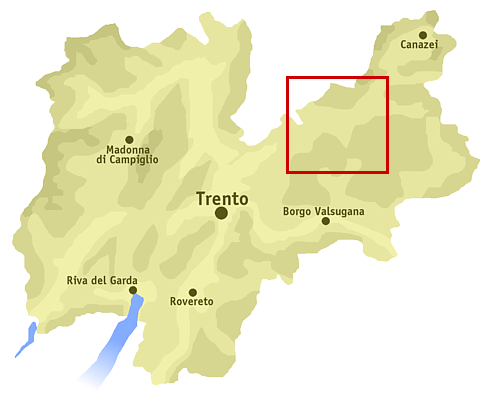
Localizarea Val di Fiemme în Trentino.

Val di Fiemme (în germană Fleimstal) este o vale în Tirolul de Sud, regiune din nordul Italiei, și este situată în regiunea munților Dolomiți. Cursul superior al lui Avisio este numit valea Val di Fassa, explicația denumirilor diferite a văii se datorează populațiilor autohtone de brixi, ladini care au trăit în regiune.
Valea este compusă din mai multe localități:
- Valfloriana
- Capriana
- Anterivo
- Castello-Molina di Fiemme
- Carano
- Cavalese (centru administrativ)
- Varena
- Daiano
- Tesero
- Ziano di Fiemme
- Panchià
- Predazzo

## Legături externe
- Tirolul de Sud de
- Produse tradiționale Arhivat în 12 octombrie 2007, la Wayback Machine. de
- Produse tradționale de
- Informații din Cartea albastră despre Val di Fiemme Arhivat în 12 ianuarie 2008, la Wayback Machine. en
- Situl oficial it
- 2003 Situl oficial al Campionatului mondial de schi nordic Arhivat în 26 septembrie 2003, la Wayback Machine. en
- Dolomiti it